# Their Law: The Singles 1990–2005
Their Law: The Singles 1990–2005 je sbírka singlů britské skupiny The Prodigy. Byla vydaná 17. října 2005 a 23. října vstoupila do UK Albums Chart na 1. místo.

## Formáty a singly
Záznam je k dispozíci v čtyřech verzích:
- CD verze (obsahuje 15 skladeb)
- Omezený dvoudiskový set (obsahuje 15 skladeb na prvním a 16 na druhém) s luxusní foto brožurou obsahující 52 stran celé historie The Prodigy a 2 strany životopisu.
- DVD (10 skladeb živého setu z Brixton Academy (20. prosince 1997), 15 propagačních videí a také 8 bonusových videí včetně nevydaného obsahu)
- Ojedinělé vydání jen v Japonsku a Jižní Koreji, které je omezeno na 2000 kopií a obsahuje všechny výše uvedené verze balené v silné krabici.

Dvojitá A-strana „Voodoo People (Pendulum Remix)/Out of Space (Audio Bullys Remix)“ byla vypuštěna jako singl a dosáhla 20. místo v UK Singles Chart.
Singly „Fire“, „Wind It Up (Rewound)“ a „Baby's Got a Temper“ byly vynechány z největších hiů sbírky, i když videa posledních dvou singlů se na sbírce s DVD objevují.

## Seznam skladeb

### CD
Disk 1
1. „Firestarter“ (Original Mix) – 4:42
2. „Their Law“ (05 Edit) – 5:36
3. „Breathe“ (Original Mix) – 5:36
4. „Out of Space“ (Original Mix) – 5:02
5. „Smack My Bitch Up“ (Original Mix) – 5:43
6. „Poison“ (95 EQ) – 4:01
7. „Girls“ (Original Mix) – 4:12
8. „Voodoo People“ (05 Edit) – 3:40
9. „Charly“ (Alley Cat Remix) – 5:22
10. "No Good (Start the Dance)" (Original Mix) – 6:19
11. „Spitfire“ (05 Version) – 3:26
12. „Jericho“ (Original Mix) – 3:46
13. „Everybody in the Place“ (Fairground Remix) – 5:09
14. „One Love“ (Original Mix) – 5:25
15. „Hotride“ (Original Mix) – 4:32

Disk 2
1. „Razor“ (Original Mix) – 4:00
2. „Back 2 Skool“ (Original Mix) – 5:02
3. „Voodoo People (Pendulum Remix)“ – 5:07
4. „Under My Wheels“ (Remix) – 3:14
5. „No Man Army“ (Edit) – 4:10
6. „Molotov Bitch“ (Original Mix) – 4:54
7. „Voodoo Beats“ (Original Mix) – 3:54
8. „Out Of Space (Audio Bullys Remix)“ – 4:56
9. „The Way It Is“ (Live Remix) – 4:16
10. „We Are The Ruffest“ (Original Mix) – 5:18
11. „Your Love“ (Original Mix) – 6:02
12. „Spitfire“ (Live) – 4:11
13. „Their Law“ (Live) – 5:31
14. „Breathe“ (Live) – 6:39
15. „Serial Thrilla“ (Live) – 5:15
16. „Firestarter“ (Live) – 5:21

### DVD
Live, Brixton Academy 20. prosince 1997
1. „Smack My Bitch Up“ – 6:24
2. „Voodoo People“ – 2:40
3. „Voodoo Beats“ – 4:04
4. „Their Law“ – 5:15
5. „Funky Shit“ – 4:58
6. „Breathe“ – 5:56
7. „Serial Thrilla“ – 5:38
8. „Mindfields“ – 5:35
9. „Fuel My Fire“ – 3:25
10. „Firestarter“ – 5:30

Videa
1. „Firestarter“ – 3:47
2. „Poison“ – 4:00
3. "No Good (Start the Dance)" – 3:57
4. „Breathe“ – 3:58
5. „Out Of Space“ – 3:42
6. „Smack My Bitch Up“ – 4:35
7. „Charly“ – 3:38
8. „Spitfire“ – 3:24
9. „Voodoo People“ – 5:08
10. „Girls“ – 3:49
11. „Everybody In The Place“ – 3:50
12. „Baby's Got a Temper“ – 4:25
13. "Wind It Up (Rewound)" – 3:29
14. „One Love“ – 3:55
15. „Voodoo People“ (Pendulum Remix) – 3:15

Extra
1. „Spitfire“ (Live at Pinkpop 2005) – 3:53
2. „Their Law“ (Live at Red Square 1997) – 5:11
3. „Break and Enter“ (Live at Glastonbury 1995) – 6:04
4. „Always Outnumbered Never Outgunned“ (Demo Mix) – 2:17 [Access by pressing right after „Break & Enter“ is played]

Ze zákulisí
1. „Firestarter“ – 11:01
2. „Voodoo People“ – 2:44
3. „Out of Space“ – 2:47
4. „Poison“ – 6:37